# Elsa Darciel
Elsa Darciel   (Sint-Amandsberg, 12 d'abril de 1903 - 8 de febrer de 1998) nascuda Elza Dewette, va ser una ballarina i coreògrafa belga.

## Biografia
Va néixer a la família de Rachel Maria Hubertina Blaes, filla d'Edward Blaes. El seu padrí és Jules de Bruycker. Carrer Elza Darciel es troba al districte de Gant de Wondelgem. La seva lluita per la igualtat flamenca va ajudar a garantir que la Universitat de Gant fos "neerlandesa".
Darciel es va formar inicialment en música amb Miss Barber, alumna de Johannes Brahms i família de Samuel Barber. El seu pare, un enginyer amb un alt càrrec en correu/telefonia, probablement es va traslladar a Londres arran de la Primera Guerra Mundial. Va acabar a la prestigiosa "Kensington High School". Volia estudiar química a la Universitat de Londres. A casa es va criar amb Friedrich Nietzsche (filosofia), Heinrich Heine (literatura) i Richard Wagner (música). Acabada la guerra va tornar a Bèlgica i es va haver d'adonar que els seus diplomes no eren vàlids a Bèlgica i que va acabar a una Brussel·les afrancesada.
De 1924 a 1931 va treballar en una revista femenina belga, on va realitzar entrevistes amb, per exemple, Douglas Fairbanks i Mary Pickford. Tanmateix, el 1922 va veure Isadora Duncan ballant al "Parkschouwburg" i es va obrir un nou món. Amb els seus propis diners va poder prendre classes privades de ballet a Niça amb la Duncan. Els seus pares no es van plantejar una carrera en el ballet, però Darciel va perseverar i va prendre lliçons amb Kurt Jooss i Rudolf von Laban (conegut per "Bewegungslehre").
L'any 1930 va obrir la formació de dansa "Escola d'Euritmia" a Brussel·les amb el nom d'Elsa Darciel, on va continuar la seva formació. Una actuació a Bozar, aleshores anomenada Centre de Belles Arts, va rebre bones crítiques. Va escriure coreografies per als seus alumnes a l'estil dels ballets expressionistes, sovint basats en temes flamencs, com Heer Halewijn amb música de Charles Van den Borren (1934) i Tijl Uilenspiegel de Richard Strauss (durant la Segona Guerra Mundial). Va publicar el seu llibre Towards a Flamish Dance Art el 1941. El 1946/1947 va estar als Estats Units, on va donar conferències i va visitar la família. Al seu retorn, "Volksontwikkeling" la va cridar per actuar a tot arreu, incloses les emissions de televisió (Second TV Ballet). El 1965 es va retirar de la vida pública i va començar a estudiar castellà.
Va acabar en la pobresa; el seu lloguer a Tervuren es va cancel·lar una vegada, es va haver de conformar amb una casa d'una habitació a Uccle i va morir a la residència de jubilats Weyveldt a Hofstade, prop d'Aalst.